# Кудиљи
Кудиљи су насељено мјесто у Босни и Херцеговини у општини Купрес које административно припада Федерацији Босне и Херцеговине. Према попису становништва из 1991. у насељу је живјело 84 становника.

## Становништво
Према попису 1991. укупно: 84
| Националност       | 1991.       |
| Срби               | 82 (97,61%) |
| остали и непознато | 2 (2,38%)   |
| укупно             | 84          |